# Leif Eriksson (piłkarz)
Leif Eriksson (ur. 20 marca 1942 w Köping) – szwedzki piłkarz występujący na pozycji napastnika.

## Kariera klubowa
Eriksson zawodową karierę rozpoczynał w 1960 roku w klubie Djurgården. W 1964 roku oraz w 1966 roku zdobył z nim mistrzostwo Szwecji. Potem grał w zespołach Sirius, Örebro, OGC Nice (Francja), AS Cannes (Francja) oraz ponownie Sirius. W 1978 roku zakończył karierę.

## Kariera reprezentacyjna
W reprezentacji Szwecji Eriksson zadebiutował 16 września 1962 roku w przegranym 1:2 towarzyskim meczu z Norwegią. W 1970 roku został powołany do kadry na Mistrzostwa Świata. Zagrał na nich w meczach z Włochami (0:1) oraz Urugwajem (1:0), a Szwecja odpadła z turnieju po fazie grupowej. W latach 1962–1972 w drużynie narodowej Eriksson rozegrał w sumie 49 spotkań i zdobył 12 bramek.